# バスケットボール女子セルビア代表
バスケットボール女子セルビア代表（Serbia women's national basketball team）は、セルビアバスケットボール連盟により国際大会に派遣される女子バスケットボールのナショナルチームである。
本項では2002年までのユーゴスラビアと2004年-2006年のセルビア・モンテネグロも一緒に扱う。

## 歴史
ユーゴスラビア時代、オリンピックでは1980年モスクワ大会で3位、1988年ソウルオリンピックと1990年世界選手権で準優勝した。
1991年にユーゴスラビア紛争が勃発し、旧ユーゴスラビアが解体した後は国際大会から締め出された。ユーゴスラビアから改組したセルビア・モンテネグロが解体した後、セルビア単独チームとなってから初めて出場した2016年リオデジャネイロオリンピックで3位となった。

## 主な国際大会成績
- オリンピック
  - 1980年 － 銅メダル
  - 1988年 － 銀メダル
  - 2016年 - 銅メダル
  - 2020年 - 4位
- FIBA女子バスケットボール・ワールドカップの成績
  - 1959年 － 4位
  - 1964年 － 6位
  - 1967年 － 6位
  - 1983年 － 8位
  - 1990年 － 準優勝
  - 2002年 － 12位
  - 2014年 - 8位
- バスケットボール欧州選手権の成績
  - 優勝：1968, 1978, 1987, 1991、2015、2021